# Тукано (язык)
Тукано (Dahseyé, Tucano, Tukana, Tucana, Tukano, Dasea, Tariana, Tariano, Koneá, Koreá, Patsoka, Wahyara) — туканский язык, распространённый в Бразилии и Колумбии. У тукано есть две разновидности: арапасо (Arapaço, Arapaso, Araspaso, Koneá) распространён в муниципалитетах Иауарете и Сан-Габриэль штата Амазонас, и собственно тукано (Betaya, Betoya, Dachsea, Dasea, Daxsea, Takuna, Tukana, Tukána, Tukano), на котором говорят в деревне Якаяка муниципалитета Васонас штата Амазонас в Бразилии и в районе реки Верхняя Папури и её притоках департамента Ваупес в Колумбии.
Многие носители исчезающего языка тариана переходят на тукано.

## Генеалогическая и ареальная информация

### Генеалогическая классификация
- Туканские языки
  - Восточная ветвь туканских языков
    - Северо-восточная ветвь туканских языков
      - Тукано

### Ареальная информация
Язык тукано относится к ареалу Южной Америки. Категория: Индейские языки Южной Америки.

#### Соседние языки
Тукано соседствует с языками других туканоязычных народов, такими как десано, бари, кубео, а также языками яномами и банива.

## Социолингвистическая информация
В Бразилии число носителей тукано, по данным на 2006 год, составляет 4600 человек. В Колумбии, по данным на 2012 год, проживает 7020 носителей тукано, включая диалект Писамира.

#### Статус языка
Язык тукано не имеет официального статуса в странах, где на нем говорят, однако используется в быту и в ритуальных практиках народа. В некоторых сообществах ведется обучение на этом языке. Язык тукано считается уязвимым, так как количество носителей сокращается, особенно среди молодого поколения, многие из которых переходят на национальные языки.

#### Диглоссия
Большинство носителей языка тукано также владеют испанским (в Колумбии) или португальским (в Бразилии) языками, что связано с взаимодействием с национальными культурами.

#### Письменность
Письменность на основе латинского алфавита была разработана миссионерами в середине XX века.

#### Диалектная изменчивость
В языке тукано выделяют несколько диалектов, которые различаются в основном фонетически.
Среди диалектов выделяют восточный и западный варианты, говоры которых могут различаться по произношению согласных звуков.

## Культурное значение языка

#### Роль языка в культуре
Язык тукано играет важную роль в передаче культурных традиций, мифологии и обрядов народа. Он является основным средством сохранения устных преданий.

## Типологические характеристики

### Локус маркирования
1. Локус маркирования в именной группе: двойной

Mas-ṹ                       ña’ag-ṹ             nárẽ wejẽ́cã’-pu.
человек-masc.sg плохой-masc.sg они убить-pstrep.3sg
‘Их убил плохой человек.’
2. Локус маркирования в предикации: вершинный
Pedro dují-mi.
Педро садиться-3sg
‘Педро садится.’

### Тип ролевой кодировки
1. Тип морфологической ролевой кодировки: нулевой

Có cã’rõácã      sĩ’rĩ-á-mo.
она немногое взять-pst-fem.3sg
‘Она взяла немногое.’
2.Тип синтаксической ролевой кодировки: номинативно-аккузативный
Ticúse            ba’asé            duá-ma.
количество   еда      сравнить-3pl
‘Они сравнивают количество еды.’

### Морфологический тип языка
Тукано является флективным языком, где грамматические отношения выражаются через присоединение аффиксов к корням слов. Тип выражения грамматических значений - синтетический.
bu'e-gó
учиться-fem.sg
‘ученица’
ní-gũ-sa-mi
быть-anim.masc-indef-3sg
‘он (когда-либо) будет’

### Порядок слов
Язык имеет свободный порядок слов, однако часто используется порядок SOV (субъект — объект — глагол).
Yu-u puá niyéru            pũrĩ o’o-á-pu sõ’o nícure.
я      два серебряный лист дать-pst-1sg    эти(3pl)
‘Я дал два песо этим (людям).’

## Языковые особенности

### Фонетика

#### Фонетический инвентарь
В языке представлены следующие звуки: 6 гласных (включая носовые) и 17 согласных.
|               |               | Губные | Альвеолярные | Палатальные | Велярные | Глоттальные |
| ------------- | ------------- | ------ | ------------ | ----------- | -------- | ----------- |
| Взрывные      | глухие        | p      | t            |             | k        | ʔ           |
| Взрывные      | звонкие       | b      | d            |             | g        | ʔ           |
| Носовые       | Носовые       | (m)    | (n)          |             | (ŋ)      |             |
| Фрикативные   | Фрикативные   |        | s            |             |          | h           |
| Вибранты      | Вибранты      |        | r            |             |          |             |
| Аппроксиманты | Аппроксиманты | w      |              | j           |          |             |

|                | Передний ряд | Средний ряд | Задний ряд |
| -------------- | ------------ | ----------- | ---------- |
| Высокий подъем | i ĩ          | ɨ ɨ̃         | u ũ        |
| Средний подъем | e ẽ          |             | o õ        |
| Низкий подъем  |              | a ã         |            |

#### Фонологические процессы
Носовой гармонизм — распространенное фонологическое явление, влияющее на гласные и согласные в пределах одного слова.

### Морфология

#### Морфологическая структура слова
Язык имеет сложную систему аффиксов для выражения грамматических отношений.
Части речи: Основные части речи включают существительные, глаголы, прилагательные и постпозитивные маркеры.

#### Грамматические категории
Грамматические категории включают род, число, падеж, а также множественные аспекты времени и вида.
Язык известен своей сложной системой глагольных форм, где каждая форма может передавать не только время и вид, но и отношения между говорящим и собеседником.

### Синтаксис

#### Согласование
Система согласования охватывает согласование глаголов с субъектом по лицу и числу.

#### Управление
Существуют строгие правила управления падежами в зависимости от грамматической роли существительных.

### Лексика

#### Лексическое богатство
Лексика языка отражает глубокую связь с природой и экосистемами Амазонии, с обилием терминов, связанных с растениями, животными и климатическими явлениями.

#### Лексические контакты
В языке заметно влияние испанского и португальского языков, особенно в заимствованиях, связанных с современной жизнью.

## История изучения языка

#### Первые упоминания
Язык был впервые задокументирован европейскими миссионерами в XVIII веке.

#### Исследования
Первое систематическое описание языка было сделано антропологами и лингвистами в середине XX века.

## Список сокращений

#### Список глосс
anim – одушевленность
fem – женский род
indef – неопределённость (в будущем времени)
masc – мужской род
sg – единственное число
pl – множественное число
pst – прошедшее время
pstrep – прошедшее репортативное время